# 大口真鱸
大口真鱸為輻鰭魚綱鱸形目鱸亞目真鱸科的一種，為亞熱帶淡水魚，分布於南美洲阿根廷Colhue Huapi湖、尼格羅河、科羅拉多河及Puente de Fierro湖等流域，體長可達59.1公分，棲息在底中層水域，生活習性不明。

## 擴展閱讀
維基物種上的相關：大口真鱸